# Tina Dobrajc
 Tina Dobrajc, slovenska akademska slikarka in ilustratorka, * 1984, Kranj

## Življenje in delo
Obiskovala je Gimnazijo v Škofji Loki. Študirala je na Akademiji za likovno umetnost in oblikovanje v Ljubljani. Leta 2007 je diplomirala, leta 2011 pa magistrirala pod mentorstvom Hermana Gvardjančiča
Je samozaposlena v kulturi kot samostojna ustvarjalka na področju slikarstva, prostorskih instalacij ter videa. Ukvarja se tudi z ilustracijo, sodeluje pri gledališki scenografiji in kostumografiji.